# Ceahlăulstadion
Het Ceahlăulstadion is een multifunctioneel stadion in Piatra Neamț, een stad in het noordoosten van Roemenië. 
Het stadion wordt vooral gebruikt voor voetbalwedstrijden. De voetbalclub Ceahlăul Piatra Neamț maakt gebruik van dit stadion. De naam van het stadion komt van het nationale park dat in de buurt ligt, het Nationaal park Ceahlău. In het stadion is plaats voor 18.000 toeschouwers. In 2008 werd in dit stadion de finale van de Cupa României gespeeld en in 2011 de finale van de Supercupa României. Het nationale elftal van Roemenië speelt hier af en toe ook een wedstrijd. 